# Amphonyx
Genre
Amphonyx est un genre de lépidoptères (papillons) de la famille des Sphingidae, de la sous-famille des Sphinginae et de la tribu des Sphingini.

## Systématique
- Le genre Amphonyx a été décrit par l'entomologiste cubain Felipe Poey en 1832[1].
- L'espèce type pour le genre est Amphonyx duponchel.

### Synonymie
- Cocytius Hübner, 1819.

### Taxinomie
Liste d'espèces
- Amphonyx duponchel - Poey, 1832 espèce type pour le genre
- Amphonyx haxairei - (Cadiou, 2006)
- Amphonyx jamaicensis - Eitschberger, 2006
- Amphonyx kofleri - Eitschberger, 2006
- Amphonyx lucifer - (Rothschild & Jordan, 1903)
- Amphonyx mephisto - (Haxaire & Vaglia, 2002)
- Amphonyx rivularis - Butler, 1875
- Amphonyx vitrinus - (Rothschild & Jordan 1910)